# Crkvice (Bojnik)
Pour les articles homonymes, voir Crkvice.
Crkvice (en serbe cyrillique : Црквице) est un village de Serbie situé dans la municipalité de Bojnik, district de Jablanica. Au recensement de 2011, il comptait 529 habitants.
Crkvice est également connu sous le nom de Crkvica.

## Démographie

### Évolution historique de la population
| 1948 | 1953 | 1961 | 1971 | 1981 | 1991 | 2002 | 2011 |
| ---- | ---- | ---- | ---- | ---- | ---- | ---- | ---- |
| 921  | 903  | 832  | 783  | 761  | 680  | 643  | 529  |

|  |